# 上田悠久
上田 悠久（うえだ はるひさ、1989年 - ）は、日本の政治学者。

## 人物・来歴
早稲田大学政治経済学部卒業。早稲田大学大学院 政治学研究科博士前期・後期課程修了。博士課程取得中にロンドン大学ロイヤル・ホロウェイ校に交換留学。2019年4月より早稲田大学政治経済学部に着任し、現在は茨城大学人文社会科学部 講師。

## 著書
- 〈助言者〉ホッブズの政治学単著風行社2021/03
- ホッブズは「助言者」であったのか：政治をめぐる同時代人との論争単著社会思想史研究2019/09
- ホッブズの政体移行論：ローマの内乱から得た教訓単著政治思想研究2019/05
- ホッブズの教会論と助言単著イギリス哲学研究2019/03
- [博士論文]ホッブズの助言論：現実と伝統に根ざした新たな政体構想と政治学単著早稲田大学2018/12
- ホッブズの「助言」論と熟慮・熟議：『リヴァイアサン』における統治の構想単著政治思想研究2016/05